# Zuleika Alambert
Zuleika Alambert (Santos, 23 de diciembre de 1922-Río de Janeiro, 27 de diciembre de 2012) fue una escritora y política brasileña.
Fue una líder feminista y luchó por los derechos sociales en Brasil.

## Biografía
Nació en la calle Sete de Setembro, en el barrio de Paquetá (actualmente en el barrio Vila Nova, al lado del Paquetá) a 15 cuadras del centro de la ciudad portuaria de Santos (a 70 km de la ciudad de São Paulo), el 23 de diciembre de 1922. Fue la mayor de los seis hijos de Juvenal Alambert e Josepha Prado Alambert.
Durante la Segunda Guerra Mundial, cuando todavía vivía en Santos, se unió a la Liga de la Defensa Nacional, que luchaba contra el Estado Novo y exigía que la dictadura de Getúlio Vargas rompiera con los países del Eje (Alemania, Italia y Japón).
Su participación en este grupo la ubicó entre los frentes comunistas de Brasil.
En 1947, con apenas 24 años, fue elegida diputada estadual por la ciudad de Santos por el Partido Comunista Brasileño (PCB); fue una de las primeras mujeres ―junto con Conceição Santa María― en ocupar un escaño en la Asamblea Legislativa de São Paulo.
Cuando era diputada presentó un proyecto de abono de Navidad para los trabajadores asalariados, que sería el embrión de la Ley del Aguinaldo, y un proyecto de ley de igualdad de remuneración entre hombres y mujeres.
En los años cincuenta fue secretaria general de la Juventud Comunista. Después del golpe militar de 1964, Zuleika abandonó Brasil para escapar de la represión. En Santiago de Chile, en 1971, participó en el Encuentro Mundial de la Juventud contra la Guerra de Vietnam y ayudó a crear el Comité de Mujeres Brasileñas en el Exilio.
El 11 de septiembre de 1973, cuando comenzó la dictadura de Augusto Pinochet, se disparó una ola de asesinatos políticos (como había sucedido con el golpe militar en Brasil), por lo que tuvo que asilarse en la embajada de Venezuela en Santiago. Al año siguiente se trasladó a París en condición de refugiada bajo la protección de la Organización de las Naciones Unidas (ONU).
Pasó por Hungría y por la antigua Unión Soviética.
En 1979 se benefició de la Ley de Amnistía, y regresó a Brasil.
No pudo volver a Santos ―su casa había sido decomisada― así que se mudó a Río de Janeiro, donde vivió el resto de su vida.
Comenzó a participar en los movimientos de apoyo a las mujeres. Fundó el Consejo Estadual de la Condición Femenina del Estado de São Paulo y coordinó la Comisión Estadual de Educación, Cultura y Medio Ambiente del Estado de São Paulo.

### Carrera
Estudió Contabilidad y trabajó algún tiempo en esta carrera.
- Se graduó en un curso de Economía, Filosofía e Historia en la sede del Movimiento Internacional de Trabajadores, en Moscú (Unión Soviética).
- Fue asistente técnica parlamentaria en la Asamblea Legislativa.
- Fue secretaria de Estado de Negocios Metropolitanos, en São Paulo.
- 1986-1987: presidente del Consejo Estadual de la Condición Femenina
- 1994-1996: coordinadora de la Comisión de Educación, Cultura y Medio Ambiente.
- 1995: consejera y vicepresidente del Consejo.

### Participación en eventos internacionales[3]
- 1994: Foro de las ONG de América Latina y el Caribe, Mar Del Plata (Argentina). Preparación para la Conferencia de Pekín de 1994.
- 1996: Conferencia Mundial de la ONU sobre la Vivienda - HÁBITAT II, en Estambul (Turquía).

En sus últimos años, Zuleika Alambert fue la inspiradora del movimiento de mujeres del Partido Popular Socialista (PPS), particularmente del Núcleo de Género Zuleika Alambert.

## Fallecimiento
En los años 2000, Zuleika Alambert desarrolló un tumor en el abdomen, que le fue extirpado.
En 2010 tuvo una caída, que le causó una fractura. Eso generó un mal estado general de salud.
En diciembre de 2012 fue internada en el Hospital Río en Botafogo (barrio de Río de Janeiro), debido a uma anemia crónica. El 25 de diciembre tuvo que ser internada de urgencia en terapia intensiva.
El cuadro médico no evolucionó, lo que resultó en el fallecimiento de la exdiputada, el 27 de diciembre de 2012, víctima de un fallo multiorgánico.
Fue cremada en el Cementerio Memorial do Carmo, en Caju (en la zona portuaria de Río de Janeiro).
Su nombre está entre las 1500 entradas del diccionario Mulheres do Brasil, publicado en 2000 por la editora Jorge Zahar. Su artículo ocupa el mayor espacio entre los de la letra Z.

## Libros
Fue autora de ocho libros:
- 1953: Uma jovem brasileira na URSS (Una joven brasileña en la Unión Soviética). Río de Janeiro: Victory.
- 1964: Estudantes fazem historia (Los estudiantes hacen la historia). Río de Janeiro: Editorial UNE.
- 1980: A situação e organização da mulher (La situación y organización de la mujer). Río de Janeiro: Global Editora (Cuadernos CMB), 45 páginas.
- 1986: Feminismo: o ponto de vista marxista (Feminismo: el punto de vista marxista). São Paulo: Nobel.
- 1990: "Metodologia do Trabalho com Mulheres" (Metodología del trabajo con mujeres). São Paulo: Cadernos da União de Mulheres de São Paulo.
- Mulher: Uma trajetória épica.
- 2005:[1] A mulher na historia. A historia da mulher (La mujer en la historia. La historia de la mujer). Río de Janeiro: Abaré e Fundação Astrojildo Pereira.[5]

Como conferencista y escritora feminista participó en más de doscientos eventos internacionales, nacionales, estatales y locales, incluyendo:
- 1983: «Aspectos feministas del aborto», en el VIII Congreso Médico Universitario del ABC.
- 1984: «Mujer y educación», en el V Congreso Estadual de APEOESP Osasco.
- 1985 (9 de octubre): «Mujer y cultura», en la Semana de la Mujer en la Cultura, los Medios de Comunicación y la Movilización, en la Delegación Regional de Cultura de Sorocaba.
- 1986: «Mujer y democracia», en el Encuentro Estatal de Concejales y Alcaldes de São Paulo, Águas de Lindóia.
- 1988: «Ética médica y reproducción humana», en la Conferencia Internacional de Ginecología y Obstetricia, en Río de Janeiro.
- 1987: «La mujer en el proceso de integración de América Latina: Semana de Perspectiva para la Integración Latinoamericana, ILAM.
- 1988: «Intervención para la Reducción de la Mortalidad Materna», en la V Semana de la Mujer, Prefectura Municipal de Guarulhos.
- 1990: «Mujer y accidentes de trabajo», en la II Semana Intersindical de Prevención de Accidentes de Trabajo, en São Paulo.
- 1989: «Evaluación del feminismo en los años ochenta», en el Seminario Latinoamericano de Evaluación del Feminismo en los años ochenta y vías hacia el noventa, en Curitiba.
- 1993: «Experiencias de caravana verde» en el Seminario sobre Educación Ambiental de los Municipios.  CEPAM, São Paulo.
- 1993: «Mujeres y medioambiente», en el Encuentro Mujer - Poder y Violencia - NEMGE, São Paulo.
- 1994: «Mujer y cultura», en el IV Seminario Nacional Mujer-Educación-Cultura y Salud, en Porto Alegre;  preparación para la Cuarta Conferencia de Pekín.
- 1995: Conferencia de Mujeres Brasileñas rumbo a Pekín, en Río de Janeiro.